# Artur Nacht-Samborski

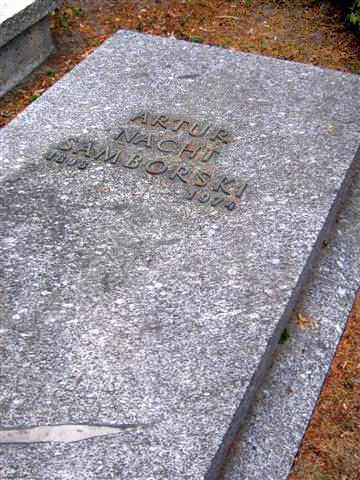
Grabplatte von Artur Nacht-Samborski.

Artur Nacht-Samborski, ursprünglich Artur Nacht (* 26. Mai 1898 in Krakau; † 9. Oktober 1974 in Warschau), war ein polnischer Maler und Hochschullehrer.
Artur Nacht studierte von 1917 bis 1920 an der Kunsthochschule Krakau bei Wojciech Weiss und Józef Mehoffer und von 1923 bis 1924 bei Felicjan Szczęsny Kowarski und Józef Pankiewicz. Außerdem studierte er in Berlin und Wien. 1924 kam er mit einer Gruppe junger Maler des sogenannten „Pariser Komitees“ nach Paris und blieb dort bis zum Jahr 1939.
Die Jahre 1941 und 1942 verbrachte er im Lemberger Ghetto. Es gelang ihm, nach Krakau und später nach Warschau zu flüchten, wo er unter dem Decknamen Stefan Samborski den Zweiten Weltkrieg überlebte. Nach dem Krieg fügte er seinen Decknamen als Ergänzung zum eigentlichen Nachnamen bei. Von 1947 bis 1949 wirkte er als Professor an der Höheren Schule der Bildenden Künste in Danzig und von 1949 bis 1969 an der Akademie der Bildenden Künste in Warschau. Zu seinen Schülern gehörten Jan Lebenstein und Grzegorz Moryciński.
Im Jahr 1959 wurden Bilder von Nacht-Samborski auf der Biennale in Venedig gezeigt. Eine kleine Auswahl seiner Werke wurde 1974 posthum vom Nationalmuseum in Posen (dort befindet sich die größte Sammlung seiner Bilder) ausgestellt. Umfangreiche Einzelausstellungen wurden – ebenfalls posthum – 1977 im Nationalmuseum in Warschau sowie 1999 erneut im Posener Nationalmuseum und in der Warschauer Nationalen Kunstgalerie Zachęta organisiert.
Sein Werk ist gleichermaßen vom deutschen Expressionismus wie vom polnischen Kolorismus beeinflusst.